# نخستین نبرد بلریاند
نخستین نبرد بلریاند در داستان‌های جی. آر. آر. تالکین، عبارت است از نخستین جنگ از جنگ‌های بلریاند که توسط الف‌های سیندار به رهبری تینگول، شاه دوریات و ارباب بلریاند با نیروهای مورگوت، دشمن بزرگ و ارباب تاریکی صورت گرفت.
نبرد نخست، تنها نبرد از پنج نبرد بزرگ است که الف‌های سیندار دوریات در آن نقش اصلی را بازی می‌کنند. که پس از آن دوریات با کمربند جادویی ملیان حفظ می‌شود و مه و سایه‌ها باعث پنهان شدن ورودی دوریات می‌شوند. مرگ دنتور، شاه الف‌های سبز در این نبرد باعث می‌شود تا الف‌های اوسیریاند هرگز شاهی برای خود نخوانند و تا نبرد پنجم، نیرنائت آرنوئدیاد، در جنگ الف‌های دیگر با مورگوت شرکت نکنند.